# Морідан (дегестан)
Морідан (перс. مریدان) — дегестан в Ірані, у бахші Кумеле, в шагрестані Лянґаруд остану Ґілян. За даними перепису 2006 року, його населення становило 5532 особи, які проживали у складі 1633 сімей.

## Населені пункти
До складу дегестану входять такі населені пункти:
- Гаджі-Сара
- Дадкансара
- Кія-Ґаган
- Лісе Руд-е Тазеабад
- Ліярдждеме
- Ляше
- Морідан
- Пареш-Кух
- Сафар-Сара
- Сіях-Корд-Ґавабар
- Солуш